# Karangmulya (Legonkulon)
Karangmulya is een bestuurslaag in het regentschap Subang van de provincie West-Java, Indonesië. Karangmulya telt 3657 inwoners (volkstelling 2010).